# De l'ordre social

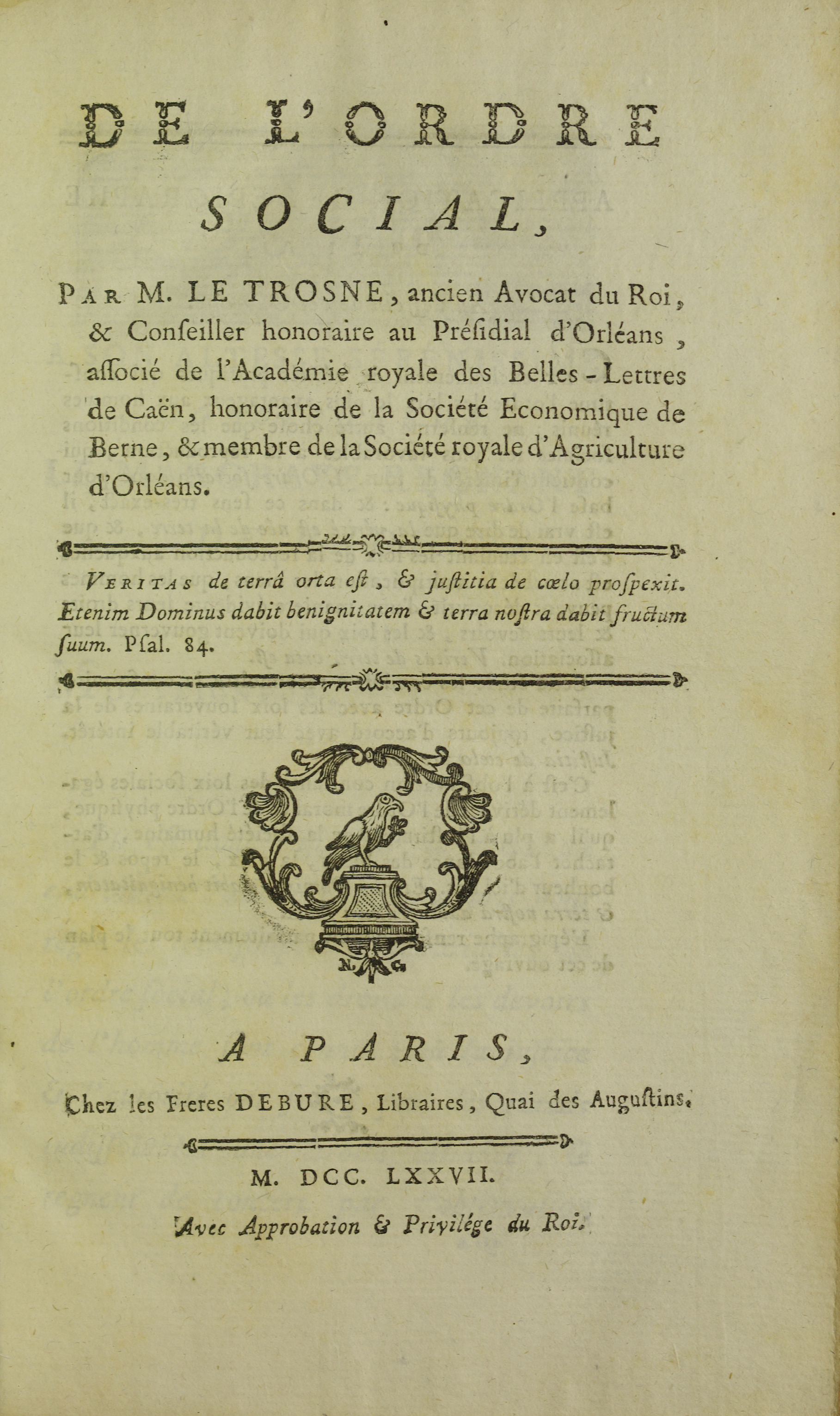
De l'ordre social, 1777.

De l'ordre social est un ouvrage majeur du mouvement physiocratique publié en 1777 par Guillaume-François Le Trosne.

## Histoire
De l'ordre social est initialement composé de plusieurs discours prononcés par Le Trosne en 1770 et 1771 devant l’Académie royale des belles-lettres de Caen dont il est membre associé. L'ensemble est complété par d'autres discours et publié en 1777 chez les frères Debure à Paris. Le livre est dédié au margrave de Bade Charles-Frédéric.

## Contenu
L'ouvrage constitue un résumé complet de la pensée économique, politique et juridique de la physiocratie en cette fin des années 1770. Le Trosne y rend notamment hommage à François Quesnay, chef du mouvement physiocratique, décédé en 1774.

## Éditions successives
- 1777 : édition originale sous le titre De l’ordre social, ouvrage suivi d’un Traité élémentaire sur la Valeur, l’Argent, la Circulation, l’Industrie et le Commerce intérieur et extérieur, Paris, Debure, 1777.
- 1980 : réimpression en fac-similé de l’édition originale par Jean-Claude Perrot sous le titre De l’ordre social, ouvrage suivi d’un Traité élémentaire sur la Valeur, l’Argent, la Circulation, l’Industrie et le Commerce intérieur et extérieur (München, Kraus reprint, 1980, avant-propos de Jean-Claude Perrot).
- 2019 : réédition scientifique par Thérence Carvalho au sein du volume intitulé Les lois naturelles de l'ordre social (Genève, Slatkine, 2019, présentation et transcription par Thérence Carvalho). Le livre réédite également deux œuvres de Le Trosne : De l’intérêt social et ses Vues sur la justice criminelle.